# Kiesvereeniging Vrijdenkers naar het Parlement
Kiesvereeniging Vrijdenkers naar het Parlement is een politieke vereniging die bestond van 1922 tot 1925. De vereniging streefde naar vertegenwoordiging in het Nederlandse parlement. De vereniging streed voor waarheid, vrijheid en recht en verzette zich tegen alles wat "naar God en Goddienerij zweemt".

## Geschiedenis
De Kiesvereeniging Vrijdenkers naar het Parlement werd op 7 maart 1922 opgericht. De Kiesvereeniging deed in 1922 mee aan de Tweede Kamerverkiezingen. Vrijdenker Johannes Lucas Heinsius (1888-1961) was voorzitter van de kiesvereniging en vrijdenker Jan Hoving (1877-1939) stond op de eerste plaats van de kieslijst.
De partij kwam voort uit, maar opereerde onafhankelijk van, Vrijdenkersbeweging De Dageraad om reden dat de anarchisten binnen De Dageraad zich niet wilden compromitteren met parlementaire bemoeienis.
De partij streefde naar een absolute scheiding tussen kerk en staat en was op grond daarvan o.a. tegen het bijzonder onderwijs. De partij streed verder voor kosteloos openbaar onderwijs en tegen het kapitalisme en het militarisme. De partij behaalde met 0,12% te weinig stemmen voor een zetel in de Tweede Kamer en de partij verdween na 1925.